# السفارة السعودية في تركيا
سفارة المملكة العربية السعودية في تركيا، هي بعثة دبلوماسية سعودية تقع في العاصمة أنقرة ويترأس البعثة السفير فهد بن أسعد. العنوان: Turan Emeksiz sok no. 6 GaziosmanpsaAnkara - Turkey.

## وصلات خارجية
- موقع سفارة المملكة العربية السعودية في تركيا
- وزارة الخارجية السعودية (بالعربية)
- Ministry of Foreign Affairs of Kingdom of Saudi Arabia (بالإنجليزية)